# Western Mining Corporation
Die Western Mining Corporation Resources Limited (WMC) entstand 2003 durch eine Spaltung der Western Mining Corporation Holdings Limited und war eine australische Bergwerksgesellschaft, die, als sie von der BHP Billiton übernommen wurde, an der Australian Stock Exchange (ASX) am 29. Juni 2005 entlistet wurde. 

## Geschäftsbereiche
Die Western Mining Corporation war in drei Geschäftsbereichen aktiv:
- Abbau von Nickel und Weiterverarbeitung in Western Australia.
- Abbau von Kupfer und Uran im Bergwerk Olympic Dam in South Australia mit dem größten bekannten Uranvorkommen der Welt.[1]
- Düngemittelproduktion in Queensland, die nach der Übernahme in Southern Cross Fertilisers bzw. Hi Fert umbenannt wurde. BHP Billiton verkaufte Southern Cross Fertilisers an die Incitec Pivot Limited im Mai 2006 und Hi Fert trat in ein Joint Venture mit der Elders Limited und AWB Limited am 5. Dezember 2005 ein,[2] das die Lagerstätte eines neuen Bergwerks von Titandioxid und die Möglichkeiten der Mineralsandförderung der Corridor Sands Limitada bei Chibuto in Mosambik erkundete.

## Geschichte
Die Wurzeln der Western Mining Company liegen im Goldabbau im Jahre 1933 in Kalgoorlie-Boulder, Western Australia. Die Western Mining Corporation Holdings Limited wurde im Jahr 2002 aufgespalten in die Alumina Limited und die Western Mining Corporation Resources Limited, die 2005 von der BHP Billiton übernommen wurde.
Im Jahr 2003 erwirtschaftete WMC einen Gewinn von 245 Millionen AUD und der Unternehmenswert betrug etwa 4 Milliarden AUD. 
Der letzte Chief Executive Officer (CEO) der WMC war Andrew Michelmore. Der Vorstand und Geschäftsführende Vorstand wurde von Tommie Bergman mit den Executive Directors einschließlich Andrew Michelmore und Alan Dundas besetzt. Ein weiterer CEO von 1990 bis 2003 war Hugh Morgan, ein politisch ambitionierter CEO, der sich gegen die Macht der Gewerkschaften, gegen das Gerichtsurteil Mabo v. Queensland (No. 2) sowie gegen die Native Titles, die die Landnutzungsrechte von Aborigines sichern, im Allgemeinen aussprach und eine rechtsorientierte Politik unterstützte. Starken Einfluss hatte Morgan als Mitglied der in Australien sogenannten "greenhouse mafia," die eine Kampagne gegen die australische Bundesregierung führte, damit diese das Kyoto-Protokoll nicht ratifizierte und sich gegen Regeln zur Verminderung des Treibhausgases wandte. Dies geschah gemeinsam mit Ray Evans, den WMC Executive Officer (1982–2001).

## Übernahme
Im Dezember 2004 teilte die Xstrata mit, ein Unternehmen aus der Schweiz, dass sie der WMC ein Übernahmeangebot überreicht habe. Im Februar 2005 gab der Vorstand der WMC bekannt, dass die Anteilseigner dieses Übernahmeangebot abgelehnt hatten. Die Regierung war gegen die Übernahme durch eine ausländische Gesellschaft, allerdings eine Anzahl von Persönlichkeiten waren dafür – einschließlich Mitglieder der Regierung, die sich auf die ökonomische und strategische Bedeutung der Rohstoffvorkommen von Kupfer und Uran des Bergwerks Olympic Dam und auf die Reputation von Xstrata und seines Hauptanteilseigners Glencore bezogen.
Das Übernahmeangebot der Xstrata wurde von der BHP Billiton übertroffen und durch den Vorstand der WMC Resources unterstützt. Am Nachmittag des 3. Juni 2005, sechs Stunden vor Abgabeende eines Übernahmeangebots durch die BHP Billiton, wurde bekanntgegeben, dass 55 Prozent der Anteilseigner das Angebot akzeptiert hatten. Dies bedeutete, dass entsprechend dem Australian Corporations Law eine 14-tägige Fristverlängerung bis zum 17. Juni eintrat. BHP Billiton beabsichtigte nun das gesamte Unternehmen zu übernehmen und gab am 17. Juni 2005 bekannt, dass sich 90,5 Prozent der Anteile der WMC in ihrem Besitz befänden und dass man auch den restlichen Streubesitz übernehmen werde.
Ein Resultat der Übernahme war, dass die meisten Mitglieder des Vorstands und die CEOs der WMC zurücktraten und durch von BHP Billiton ernannte Personen ersetzt wurden. BHP Billiton Geschäftsführender Direktor Mike Salamon übernahm den Vorsitz des Vorstands und Chris Campbell wurde auf Zeit zum CEO ernannt. Der alte Unternehmensname wurde durch BHP Billiton ersetzt und ein bedeutender Name der Geschichte der Bergwerksgesellschaften Australiens verschwand.